# Großer Preis von Österreich 2021
Der Große Preis von Österreich 2021 (offiziell Formula 1 BWT Großer Preis von Österreich 2021) fand am 4. Juli auf dem Red Bull Ring in Spielberg statt und war das neunte Rennen der Formel-1-Weltmeisterschaft 2021. Wie bereits im Vorjahr wurden am Red Bull Ring zwei Rennen in Folge ausgetragen.

## Bericht

### Hintergründe
Nach dem Großen Preis der Steiermark führte Max Verstappen in der Fahrerwertung mit 18 Punkten vor Lewis Hamilton und mit 60 Punkten vor Sergio Pérez. In der Konstrukteurswertung führte Red Bull Racing mit 40 Punkten vor Mercedes und mit 132 Punkten vor McLaren.
Beim Großen Preis von Österreich stellte Pirelli den Fahrern die Reifenmischungen P Zero Hard (weiß, Mischung C3), P Zero Medium (gelb, C4) und P Zero Soft (rot, C5) sowie für Nässe Cinturato Intermediates (grün) und Cinturato Full-Wets (blau) zur Verfügung.
Lando Norris (acht), George Russell, Hamilton (jeweils sechs), Sebastian Vettel (fünf), Kimi Räikkönen, Lance Stroll, Pérez (jeweils vier), Charles Leclerc, Nicholas Latifi, Antonio Giovinazzi (jeweils drei), Valtteri Bottas, Nikita Masepin, Yuki Tsunoda (jeweils zwei), Esteban Ocon, Carlos Sainz jr., Pierre Gasly und Daniel Ricciardo (jeweils einer) gingen mit Strafpunkten ins Rennwochenende.
Mit Bottas, Verstappen (jeweils zweimal) und Hamilton (einmal) traten drei ehemalige Sieger zu diesem Grand Prix an. Zudem gewannen Verstappen und Hamilton jeweils einmal den Großen Preis der Steiermark, welcher ebenfalls auf dem Red Bull Ring ausgetragen wurde.
Als Rennkommissare für dieses Rennwochenende fungierten Gerd Ennser (DEU), Paolo Longoni (ITA), Derek Warwick (GBR) und Walter Jobst (AUT).

### Training

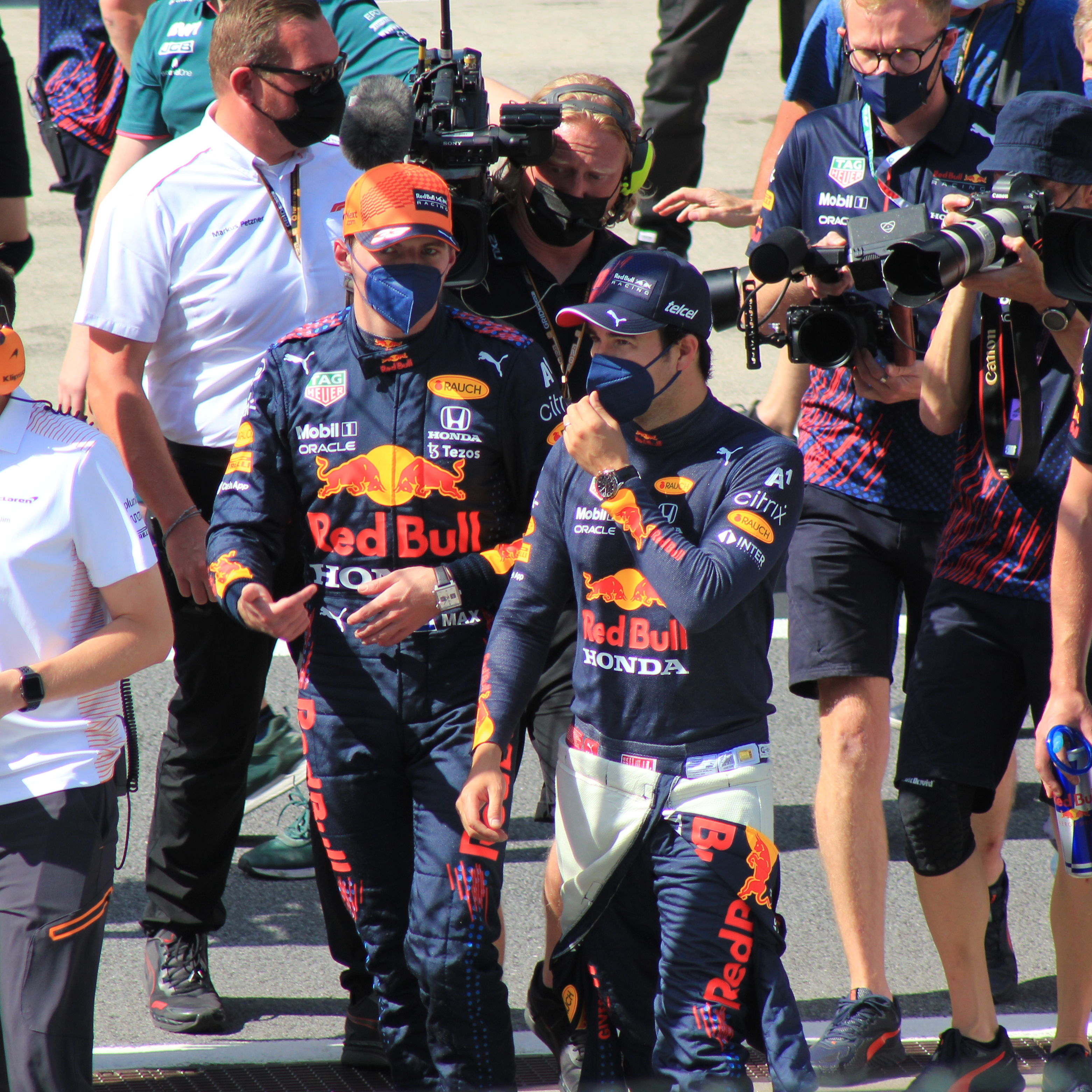
Verstappen im Gespräch mit Perez nach dem Qualifying

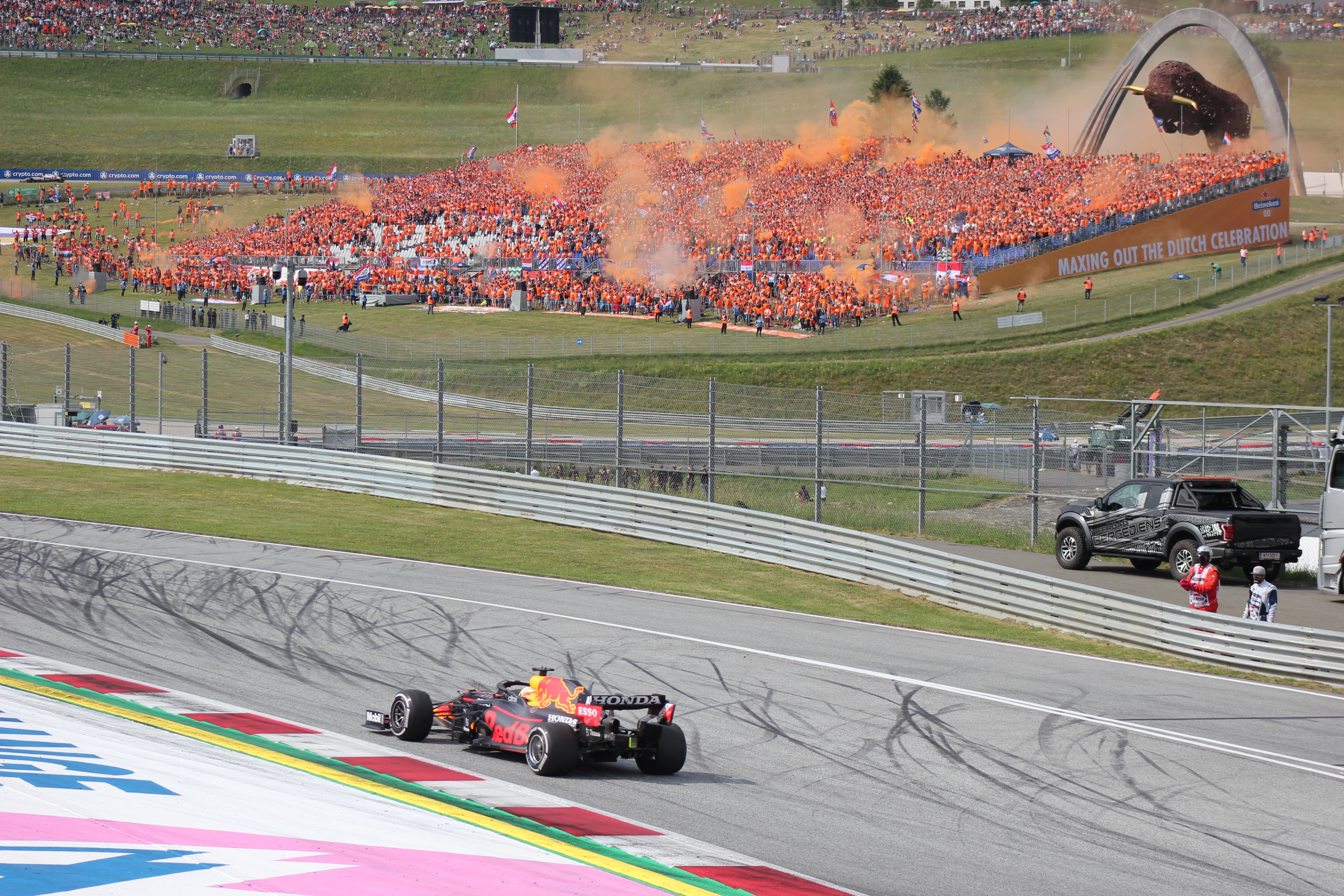
Max Verstappen in der Auslaufrunde nach seinem Sieg

Verstappen erzielte im ersten freien Training in 1:05,143 Minuten die Bestzeit vor Leclerc und Sainz jr.
Im zweiten freien Training fuhr Hamilton die Bestzeit mit einer Rundenzeit von 1:04,522 Minuten. Zweiter wurde Bottas vor Verstappen.
Im dritten freien Training fuhr wieder Verstappen die schnellste Rundenzeit in 1:04,591 Minuten vor Bottas und Hamilton.

### Qualifying
Das Qualifying bestand aus drei Teilen mit einer Nettolaufzeit von 45 Minuten. Im ersten Qualifying-Segment (Q1) hatten die Fahrer 18 Minuten Zeit, um sich für das Rennen zu qualifizieren. Alle Fahrer, die im ersten Abschnitt eine Zeit erzielten, die maximal 107 Prozent der schnellsten Rundenzeit betrug, qualifizierten sich für den Grand Prix. Die besten 15 Fahrer erreichten den nächsten Teil. Verstappen war Schnellster. Die Haas-Piloten, Räikkönen, Latifi und Ocon schieden aus.
Der zweite Abschnitt (Q2) dauerte 15 Minuten. Die schnellsten zehn Piloten qualifizierten sich für den dritten Teil des Qualifyings und mussten mit den hier verwendeten Reifen das Rennen starten, alle anderen hatten freie Reifenwahl für den Rennstart. Verstappen war erneut Schnellster. Sainz jr., Leclerc, Ricciardo, Fernando Alonso und Giovinazzi schieden aus.
Der letzte Abschnitt (Q3) ging über eine Zeit von zwölf Minuten, in denen die ersten zehn Startpositionen vergeben wurden. Verstappen fuhr mit einer Rundenzeit von 1:03,720 Minuten die Bestzeit vor Norris und Pérez. Für Verstappen war es die siebte Pole-Position in der Formel-1-Weltmeisterschaft.
Nach dem Qualifying erhielt Vettel eine Strafversetzung um drei Positionen, da er Alonso behindert hatte.

### Rennen
Ocon schied in der ersten Runde aus, nachdem er mit dem Alfa Romeo von Giovinazzi kollidierte und sich die Vorderradaufhängung brach. Das Safety-Car kam zum Einsatz und das Rennen wurde in der vierten Runde fortgesetzt. Beim Restart versuchte Norris, der zu diesem Zeitpunkt Zweiter war, sich in Kurve vier gegen den Red Bull von Pérez zu verteidigen, was dazu führte, dass Pérez von der Strecke abkam und sich auf den zehnten Platz wieder einreihte. Norris erhielt für den Vorfall eine Fünf-Sekunden-Zeitstrafe.
In Runde 31 kam Norris an die Box, um seine Strafe abzusitzen und seine Reifen zu wechseln. Pérez erhielt während des Rennens zwei Fünf-Sekunden-Zeitstrafen, da er angeblich zweimal „Leclerc von der Bahn gedrängt“ hatte. In der letzten Runde kollidierte Räikkönen mit dem Aston Martin von Vettel, sodass Vettel das Rennen nicht beenden konnte.
Verstappen gewann das Rennen vor Bottas und Norris. Mit der Pole-Position, der schnellsten Runde, dem Sieg und der Führung in jeder Rennrunde gelang Verstappen sein erster Grand Slam in seiner Karriere. Die restlichen Punkteplatzierungen belegten Hamilton, Sainz jr., Pérez, Ricciardo, Leclerc, Gasly und Alonso.
In der Fahrerwertung sowie der Konstrukteurswertung bleiben die ersten drei Positionen unverändert.

## Meldeliste
| Team                            | Nr. | Fahrer             | Chassis                           | Motor                             | Reifen |
| ------------------------------- | --- | ------------------ | --------------------------------- | --------------------------------- | ------ |
| Mercedes-AMG Petronas F1 Team   | 44  | Lewis Hamilton     | Mercedes-AMG F1 W12 E Performance | Mercedes-AMG F1 M12 E Performance | P      |
| Mercedes-AMG Petronas F1 Team   | 77  | Valtteri Bottas    | Mercedes-AMG F1 W12 E Performance | Mercedes-AMG F1 M12 E Performance | P      |
| Red Bull Racing Honda           | 33  | Max Verstappen     | Red Bull Racing RB16B             | Honda RA621H                      | P      |
| Red Bull Racing Honda           | 11  | Sergio Pérez       | Red Bull Racing RB16B             | Honda RA621H                      | P      |
| McLaren F1 Team                 | 03  | Daniel Ricciardo   | McLaren MCL35M                    | Mercedes-AMG F1 M12 E Performance | P      |
| McLaren F1 Team                 | 04  | Lando Norris       | McLaren MCL35M                    | Mercedes-AMG F1 M12 E Performance | P      |
| Aston Martin Cognizant F1 Team  | 18  | Lance Stroll       | Aston Martin AMR21                | Mercedes-AMG F1 M12 E Performance | P      |
| Aston Martin Cognizant F1 Team  | 05  | Sebastian Vettel   | Aston Martin AMR21                | Mercedes-AMG F1 M12 E Performance | P      |
| Alpine F1 Team                  | 14  | Fernando Alonso    | Alpine A521                       | Renault E-Tech 20B                | P      |
| Alpine F1 Team                  | 31  | Esteban Ocon       | Alpine A521                       | Renault E-Tech 20B                | P      |
| Alpine F1 Team                  | 37  | Guanyu Zhou        | Alpine A521                       | Renault E-Tech 20B                | P      |
| Scuderia Ferrari Mission Winnow | 16  | Charles Leclerc    | Ferrari SF21                      | Ferrari 065/6                     | P      |
| Scuderia Ferrari Mission Winnow | 55  | Carlos Sainz jr.   | Ferrari SF21                      | Ferrari 065/6                     | P      |
| Scuderia AlphaTauri Honda       | 22  | Yuki Tsunoda       | AlphaTauri AT02                   | Honda RA621H                      | P      |
| Scuderia AlphaTauri Honda       | 10  | Pierre Gasly       | AlphaTauri AT02                   | Honda RA621H                      | P      |
| Alfa Romeo Racing Orlen         | 07  | Kimi Räikkönen     | Alfa Romeo Racing C41             | Ferrari 065/6                     | P      |
| Alfa Romeo Racing Orlen         | 98  | Callum Ilott       | Alfa Romeo Racing C41             | Ferrari 065/6                     | P      |
| Alfa Romeo Racing Orlen         | 99  | Antonio Giovinazzi | Alfa Romeo Racing C41             | Ferrari 065/6                     | P      |
| Uralkali Haas F1 Team           | 09  | Nikita Masepin     | Haas VF-21                        | Ferrari 065/6                     | P      |
| Uralkali Haas F1 Team           | 47  | Mick Schumacher    | Haas VF-21                        | Ferrari 065/6                     | P      |
| Williams Racing                 | 63  | George Russell     | Williams FW43B                    | Mercedes-AMG F1 M12 E Performance | P      |
| Williams Racing                 | 45  | Roy Nissany        | Williams FW43B                    | Mercedes-AMG F1 M12 E Performance | P      |
| Williams Racing                 | 06  | Nicholas Latifi    | Williams FW43B                    | Mercedes-AMG F1 M12 E Performance | P      |

Anmerkungen
1. 1 2  Der Alpine mit der Startnummer 37 wurde im ersten freien Training für Zhou eingesetzt. Alonso übernahm das Fahrzeug anschließend für das restliche Rennwochenende mit seiner Startnummer 14.
2. 1 2  Der Alfa Romeo mit der Startnummer 98 wurde im ersten freien Training für Ilott eingesetzt. Giovinazzi übernahm das Fahrzeug anschließend für das restliche Rennwochenende mit seiner Startnummer 99.
3. 1 2  Der Williams mit der Startnummer 45 wurde im ersten freien Training für Nissany eingesetzt. Russell übernahm das Fahrzeug anschließend für das restliche Rennwochenende mit seiner Startnummer 63.

## Klassifikationen

### Qualifying
| Pos.                                                                      | Fahrer             | Konstrukteur              | Q1       | Q2       | Q3       | Start |
| ------------------------------------------------------------------------- | ------------------ | ------------------------- | -------- | -------- | -------- | ----- |
| 01                                                                        | Max Verstappen     | Red Bull Racing-Honda     | 1:04,249 | 1:03,927 | 1:03,720 | 01    |
| 02                                                                        | Lando Norris       | McLaren-Mercedes          | 1:04,345 | 1:04,415 | 1:03,768 | 02    |
| 03                                                                        | Sergio Pérez       | Red Bull Racing-Honda     | 1:04,833 | 1:04,483 | 1:03,990 | 03    |
| 04                                                                        | Lewis Hamilton     | Mercedes                  | 1:04,506 | 1:04,258 | 1:04,014 | 04    |
| 05                                                                        | Valtteri Bottas    | Mercedes                  | 1:04,563 | 1:04,376 | 1:04,049 | 05    |
| 06                                                                        | Pierre Gasly       | AlphaTauri-Honda          | 1:04,841 | 1:04,412 | 1:04,107 | 06    |
| 07                                                                        | Yuki Tsunoda       | AlphaTauri-Honda          | 1:04,967 | 1:04,518 | 1:04,273 | 07    |
| 08                                                                        | Sebastian Vettel   | Aston Martin-Mercedes     | 1:04,846 | 1:04,493 | 1:04,570 | 11    |
| 09                                                                        | George Russell     | Williams-Mercedes         | 1:04,907 | 1:04,553 | 1:04,591 | 08    |
| 10                                                                        | Lance Stroll       | Aston Martin-Mercedes     | 1:04,927 | 1:04,547 | 1:04,618 | 09    |
| 11                                                                        | Carlos Sainz jr.   | Ferrari                   | 1:04,596 | 1:04,559 | –        | 10    |
| 12                                                                        | Charles Leclerc    | Ferrari                   | 1:04,906 | 1:04,600 | –        | 12    |
| 13                                                                        | Daniel Ricciardo   | McLaren-Mercedes          | 1:04,977 | 1:04,719 | –        | 13    |
| 14                                                                        | Fernando Alonso    | Alpine-Renault            | 1:04,472 | 1:04,856 | –        | 14    |
| 15                                                                        | Antonio Giovinazzi | Alfa Romeo Racing-Ferrari | 1:04,782 | 1:05,083 | –        | 15    |
| 16                                                                        | Kimi Räikkönen     | Alfa Romeo Racing-Ferrari | 1:05,009 | –        | –        | 16    |
| 17                                                                        | Esteban Ocon       | Alpine-Renault            | 1:05,051 | –        | –        | 17    |
| 18                                                                        | Nicholas Latifi    | Williams-Mercedes         | 1:05,195 | –        | –        | 18    |
| 19                                                                        | Mick Schumacher    | Haas-Ferrari              | 1:05,427 | –        | –        | 19    |
| 20                                                                        | Nikita Masepin     | Haas-Ferrari              | 1:05,951 | –        | –        | 20    |
| 107-Prozent-Zeit: 1:08,746 min (bezogen auf Q1-Bestzeit von 1:04,249 min) |                    |                           |          |          |          |       |

Anmerkungen
1. ↑  Vettel wurde um drei Startplätze nach hinten versetzt, da er Alonso in Q2 behindert hatte.

### Rennen
| Pos. | Fahrer             | Konstrukteur              | Runden | Stopps | Zeit        | Start | Schnellste Runde |
| ---- | ------------------ | ------------------------- | ------ | ------ | ----------- | ----- | ---------------- |
| 01   | Max Verstappen     | Red Bull Racing-Honda     | 71     | 2      | 1:23:54,543 | 01    | 1:06,200 (62.)   |
| 02   | Valtteri Bottas    | Mercedes                  | 71     | 1      | + 17,973    | 05    | 1:08,374 (52.)   |
| 03   | Lando Norris       | McLaren-Mercedes          | 71     | 1      | + 20,019    | 02    | 1:08,471 (62.)   |
| 04   | Lewis Hamilton     | Mercedes                  | 71     | 2      | + 46,452    | 04    | 1:08,126 (55.)   |
| 05   | Carlos Sainz jr.   | Ferrari                   | 71     | 1      | + 57,144    | 10    | 1:07,762 (70.)   |
| 06   | Sergio Pérez       | Red Bull Racing-Honda     | 71     | 1      | + 57,915    | 03    | 1:08,192 (55.)   |
| 07   | Daniel Ricciardo   | McLaren-Mercedes          | 71     | 1      | + 1:00,395  | 13    | 1:08,820 (56.)   |
| 08   | Charles Leclerc    | Ferrari                   | 71     | 1      | + 1:01,195  | 12    | 1:08,698 (55.)   |
| 09   | Pierre Gasly       | AlphaTauri-Honda          | 71     | 2      | + 1:01,844  | 06    | 1:08,146 (54.)   |
| 10   | Fernando Alonso    | Alpine-Renault            | 70     | 1      | + 1 Runde   | 14    | 1:08,405 (70.)   |
| 11   | George Russell     | Williams-Mercedes         | 70     | 1      | + 1 Runde   | 08    | 1:08,900 (56.)   |
| 12   | Yuki Tsunoda       | AlphaTauri-Honda          | 70     | 2      | + 1 Runde   | 07    | 1:08,455 (54.)   |
| 13   | Lance Stroll       | Aston Martin-Mercedes     | 70     | 2      | + 1 Runde   | 09    | 1:08,659 (54.)   |
| 14   | Antonio Giovinazzi | Alfa Romeo Racing-Ferrari | 70     | 2      | + 1 Runde   | 15    | 1:09,042 (55.)   |
| 15   | Kimi Räikkönen     | Alfa Romeo Racing-Ferrari | 70     | 1      | + 1 Runde   | 16    | 1:08,520 (62.)   |
| 16   | Nicholas Latifi    | Williams-Mercedes         | 70     | 1      | + 1 Runde   | 18    | 1:08,874 (69.)   |
| 17   | Sebastian Vettel   | Aston Martin-Mercedes     | 70     | 3      | DNF         | 11    | 1:08,420 (51.)   |
| 18   | Mick Schumacher    | Haas-Ferrari              | 69     | 1      | + 2 Runden  | 19    | 1:09,394 (56.)   |
| 19   | Nikita Masepin     | Haas-Ferrari              | 69     | 2      | + 2 Runden  | 20    | 1:09,757 (49.)   |
| –    | Esteban Ocon       | Alpine-Renault            | 1      | 0      | DNF         | 17    | –                |

Anmerkungen
1. ↑  Pérez erhielt eine Zehn-Sekunden-Zeitstrafe, da er Leclerc von der Strecke drängte.
2. ↑  Tsunoda erhielt eine Fünf-Sekunden-Zeitstrafe, da er die weiße Linie bei Boxeneinfahrt überfuhr.
3. ↑  Stroll erhielt eine Fünf-Sekunden-Zeitstrafe, da er in der Boxengasse zu schnell fuhr.
4. ↑  Räikkönen erhielt eine Durchfahrtsstrafe, die in eine 20-Sekunden-Zeitstrafe umgewandelt wurde, da er eine Kollision mit Vettel verursachte.
5. ↑  Latifi erhielt eine Zehn-Sekunden-Stop-and-Go-Strafe, die in eine 30-Sekunden-Zeitstrafe umgewandelt wurde, da er doppelt geschwenkte gelbe Flaggen ignorierte.
6. ↑  Masepin erhielt eine Zehn-Sekunden-Stop-and-Go-Strafe, die in eine 30-Sekunden-Zeitstrafe umgewandelt wurde, da er doppelt geschwenkte gelbe Flaggen ignorierte.

## WM-Stände nach dem Rennen
Die ersten zehn des Rennens bekamen 25, 18, 15, 12, 10, 8, 6, 4, 2 bzw. 1 Punkt(e). Zusätzlich gab es einen Punkt für die schnellste Rennrunde, da der Fahrer unter den ersten Zehn landete.

### Fahrerwertung
| Pos. | Fahrer           | Konstrukteur          | Punkte |
| ---- | ---------------- | --------------------- | ------ |
| 01   | Max Verstappen   | Red Bull Racing-Honda | 182    |
| 02   | Lewis Hamilton   | Mercedes              | 150    |
| 03   | Sergio Pérez     | Red Bull Racing-Honda | 104    |
| 04   | Lando Norris     | McLaren-Mercedes      | 101    |
| 05   | Valtteri Bottas  | Mercedes              | 92     |
| 06   | Charles Leclerc  | Ferrari               | 62     |
| 07   | Carlos Sainz jr. | Ferrari               | 60     |
| 08   | Daniel Ricciardo | McLaren-Mercedes      | 40     |
| 09   | Pierre Gasly     | AlphaTauri-Honda      | 39     |
| 010  | Sebastian Vettel | Aston Martin-Mercedes | 30     |

| Pos. | Fahrer             | Konstrukteur              | Punkte |
| ---- | ------------------ | ------------------------- | ------ |
| 11   | Fernando Alonso    | Alpine-Renault            | 20     |
| 12   | Lance Stroll       | Aston Martin-Mercedes     | 14     |
| 13   | Esteban Ocon       | Alpine-Renault            | 12     |
| 14   | Yuki Tsunoda       | AlphaTauri-Honda          | 9      |
| 15   | Kimi Räikkönen     | Alfa Romeo Racing-Ferrari | 1      |
| 16   | Antonio Giovinazzi | Alfa Romeo Racing-Ferrari | 1      |
| 17   | George Russell     | Williams-Mercedes         | 0      |
| 18   | Mick Schumacher    | Haas-Ferrari              | 0      |
| 19   | Nikita Masepin     | Haas-Ferrari              | 0      |
| 20   | Nicholas Latifi    | Williams-Mercedes         | 0      |

### Konstrukteurswertung
| Pos. | Konstrukteur          | Punkte |
| ---- | --------------------- | ------ |
| 1    | Red Bull Racing-Honda | 286    |
| 2    | Mercedes              | 242    |
| 3    | McLaren-Mercedes      | 141    |
| 4    | Ferrari               | 122    |
| 5    | AlphaTauri-Honda      | 48     |

| Pos. | Konstrukteur              | Punkte |
| ---- | ------------------------- | ------ |
| 06   | Aston Martin-Mercedes     | 44     |
| 07   | Alpine-Renault            | 32     |
| 08   | Alfa Romeo Racing-Ferrari | 2      |
| 09   | Williams-Mercedes         | 0      |
| 10   | Haas-Ferrari              | 0      |